# غاري جيمس
غاري جيمس (بالإنجليزية: Garry James)‏ هو لاعب كرة قدم أمريكية أمريكي، ولد في 4 سبتمبر 1963 في Marrero, Louisiana ‏ في الولايات المتحدة.

## وصلات خارجية
- غاري جيمس على موقع مرجع كرة القدم المحترفة.كوم (الإنجليزية)